# Бабеево (городской округ Электросталь)
Бабе́ево — деревня в городском округе Электросталь Московской области России.

## Население
| 1852 | 1859 | 1890 | 1926 | 2002 | 2006 | 2010 |
| ---- | ---- | ---- | ---- | ---- | ---- | ---- |
| 179  | ↗191 | ↘87  | ↗396 | ↘94  | ↗97  | ↗114 |

## География
Деревня Бабеево расположена на востоке Московской области, в южной части городского округа Электросталь, на Носовихинском шоссе, примерно в 38 км к востоку от Московской кольцевой автодороги и 7 км к югу от центра города Электростали, в верхнем течении реки Вохонки бассейна Клязьмы.
В 11 км к юго-западу от деревни проходит Егорьевское шоссе Р105, в 1 км к северо-западу — Московское малое кольцо А107, в 31 км к востоку — Московское большое кольцо А108, севернее деревни — пути Горьковского направления и хордовой линии Мытищи — Фрязево Ярославского направления Московской железной дороги. Ближайший населённый пункт — деревня Степаново.
В деревне одна улица — Зелёная, приписано четыре садоводческих товарищества (СНТ).

## История
В середине XIX века деревня относилась ко 2-му стану Богородского уезда Московской губернии и принадлежала генерал-лейтенанту Василию Дмитриевичу Иловайскому, в деревне было 16 дворов, крестьян 93 души мужского пола и 86 душ женского.
В «Списке населённых мест» 1862 года Бабеево (Бадеево) — владельческая деревня 2-го стана Богородского уезда Московской губернии по железной Нижегородской дороге (от Москвы), в 15 верстах от уездного города и 32 верстах от становой квартиры, при реке Чернавке, с 26 дворами и 191 жителем (95 мужчин, 96 женщин).
По данным на 1890 год — деревня Васильевской волости 2-го стана Богородского уезда с 87 жителями, при деревне было три ткацко-парчевых фабрики.
В 1913 году — 50 двор.
По материалам Всесоюзной переписи населения 1926 года — центр Бабеевского сельсовета Васильевской волости Богородского уезда в 1 км от Богородского шоссе и станции Фрязево Нижегородской железной дороги, проживало 396 жителей (191 мужчина, 205 женщин), насчитывалось 83 хозяйства, из которых 71 крестьянское, были организованы артель по выработке парчи и кооперативное товарищество пекарей.
С 1929 года — населённый пункт Московской области.
Административно-территориальная принадлежность
1929—1930 гг. — деревня Стёпановского сельсовета Богородского района.
1930—1963, 1965—1994 гг. — деревня Стёпановского сельсовета Ногинского района.
1963—1965 гг. — деревня Стёпановского сельсовета Орехово-Зуевского укрупнённого сельского района.
1994—2006 гг. — деревня Стёпановского сельского округа Ногинского района.
2006—2018 гг. — деревня сельского поселения Стёпановское Ногинского муниципального района.
С 1 января 2018 в составе городского округа Электросталь Московской области.